# (11977) Leonrisoldi
(11977) Leonrisoldi  es un asteroide perteneciente al cinturón de asteroides, descubierto el 19 de julio de 1995  desde el Observatorio Astronómico de Santa Lucia di Stroncone, en Italia.

## Designación y nombre
Designado inicialmente como 1995 OA. Fue nombrado por Leon Risoldi (n. 2009)quien es el primer nieto de uno de los descubridores del observatorio de Santa Lucía. Lleva el nombre del rey de los animales, símbolo de fuerza y nobleza.

## Características orbitales
Leonrisoldi orbita a una distancia media del Sol de 2,326 ua, pudiendo acercarse hasta 2,127 ua y alejarse hasta 2,526 ua. Tiene una excentricidad de 0,086 y una inclinación orbital de 6,152 grados. Emplea en completar una órbita alrededor del Sol 1296,10 días.
Pertenece a la familia de asteroides de (4) Vesta.

## Características físicas
Su magnitud absoluta es 14,01. Tiene 6,647 km de diámetro y su albedo se estima en 0,145.